# Francesco Saverio Altamura
Francesco Saverio Altamura (Foggia, 5 de agosto de 1822 - Nápoles, 5 de enero de 1897) fue un pintor, escritor y patriota italiano.

## Biografía

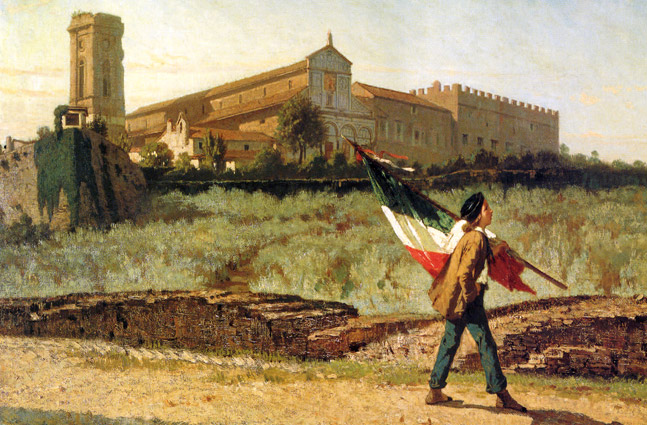
La prima bandiera italiana portata a Firenze nel 1859 (1859)

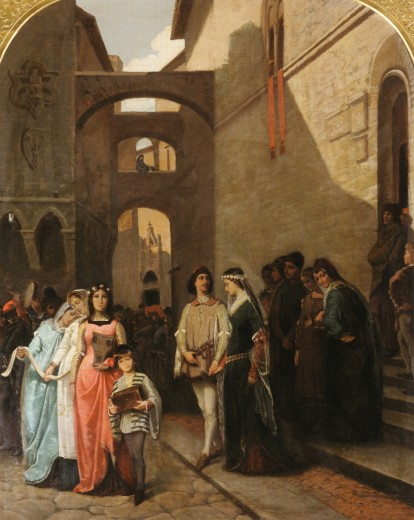
Matrimonio medievale: le nozze di Buondelmonte (ca. 1858-1860)

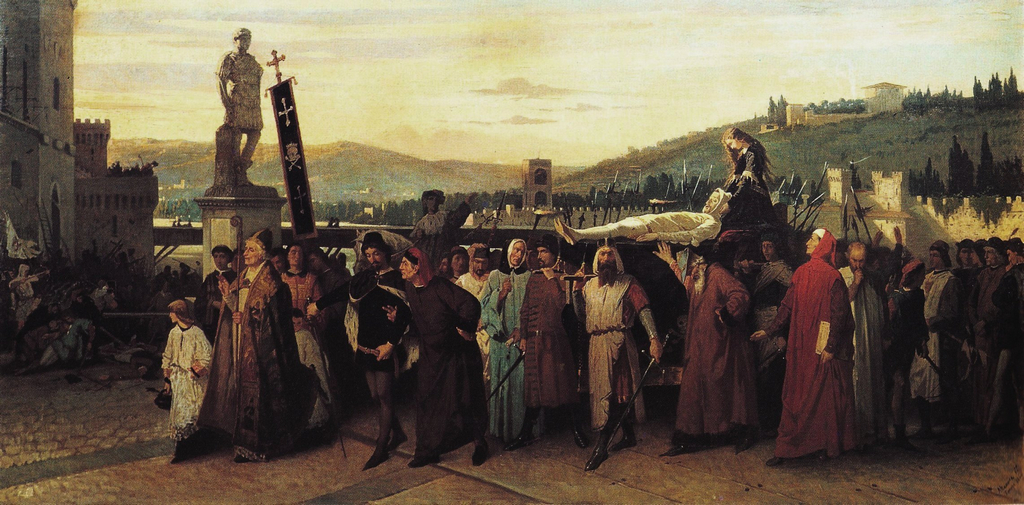
I funerali di Buondelmonte (1861)

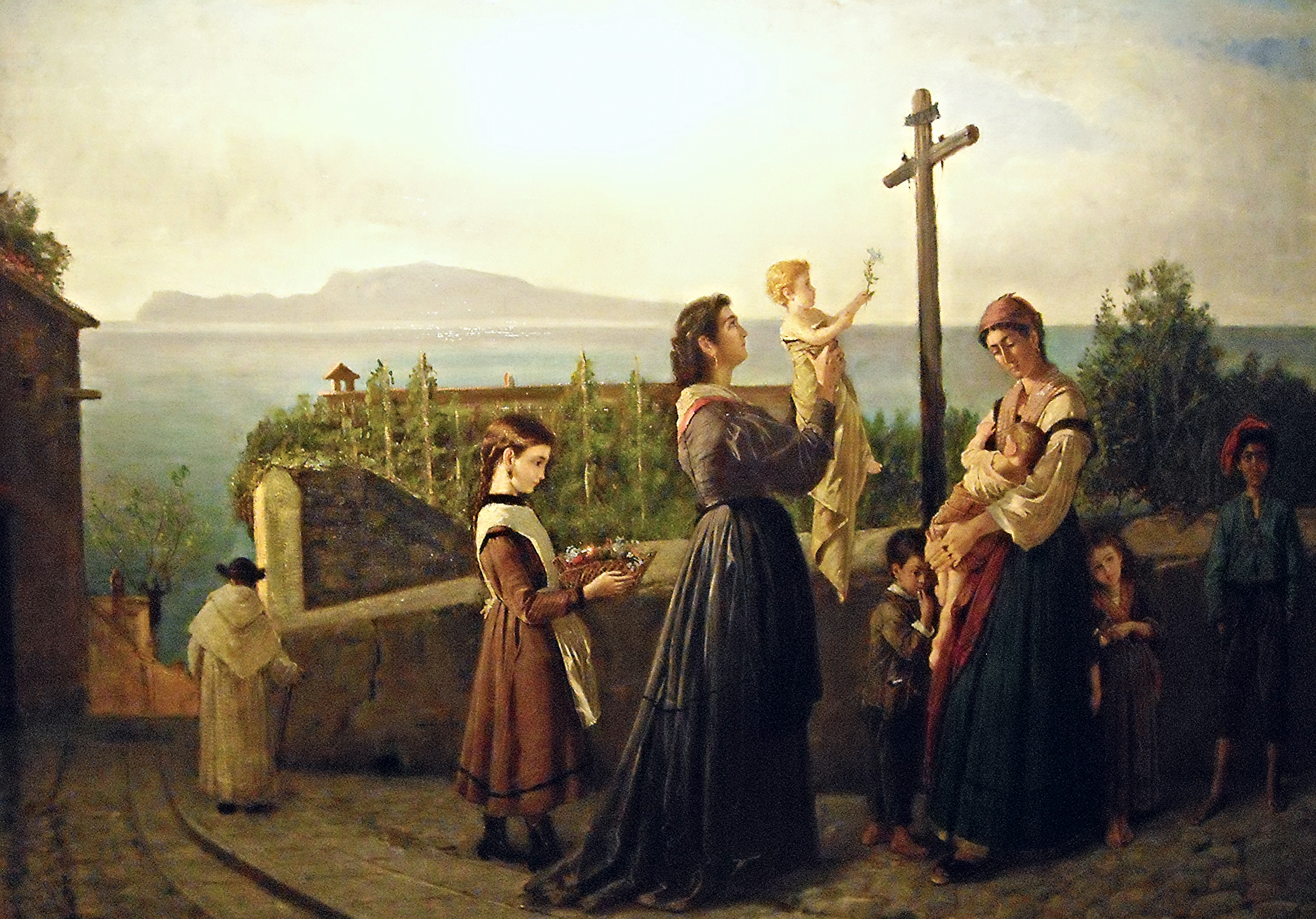
Una croce sul Vomero (1869)

Nació de la griega Sofia Perifano y de Raffaele Altamura. En su ciudad natal estudió con los Escolapios, para luego mudarse a Nápoles con la intención de estudiar medicina. Al mismo tiempo fue a clases nocturnas de la Academia de Bellas Artes, donde conoció a Domenico Morelli, quien lo convenció de dedicarse a la pintura. Por eso empezó a frecuentar el pintor Michele De Napoli.
Aficionado a temas históricos, en 1847 se fue a Roma, tras ganar un concurso para alojarse en la pensión de artistas. El año siguiente luchó en las barricadas de Santa Brigida en Nápoles durante las Revoluciones de 1848. Condenado a muerte en rebeldía por sus actividades conspirativas contra los Borbones de Nápoles, huyó a L'Aquila en 1848, luego a Florencia en 1850, donde entró en contacto con el círculo artístico que se reunía en el Caffè Michelangiolo; en 1851 presentó tres obras a la Promotora de las Bellas Artes de la capital toscana. En 1855 fue a la Exposición Universal de París junto a Domenico Morelli y Serafino De Tivoli, llevando a Florencia las nuevas tendencias que contribuyeron al nacimiento del movimiento pictórico de los Macchiaioli; sin embargo, Altamura no abandonó los temas históricos. Ya en 1854 inició sus primeros estudios al aire libre, cuando, junto a Serafino De Tivoli y Lorenzo Gelati, pintó la campiña sienesa, formando parte de la Escuela de Staggia. Durante su asociación con los Macchiaioli, pintó algunos estudios de paisaje. En 1860 volvió a Nápoles luchando con las tropas de Giuseppe Garibaldi. Posteriormente, prosiguió su actividad política: fue concejal en Nápoles y en Florencia.
En 1861 exhibió en la Primera Exposición Nacional de Florencia su pintura I funerali di Buondelmonte. En 1865 fue encargado de pintar al fresco la capilla del Palacio Real de Nápoles. Se estableció en esta ciudad definitivamente en 1867 y siguió realizando pinturas, exhibidas en varias exposiciones.
En los años 1870 y 1880 volvió a realizar temas histórico-literarios. En sus últimos años de vida el artista renovó los vínculos con su región natal, Apulia, y exhibió cinco obras en la Exposición del Trabajo, organizada en la ciudad de Trani. Entre los encargos recibidos en Apulia, en 1982 pintó cinco tablas de altares y cuatro tondos para la restaurada iglesia de Castrignano de' Greci, en Provincia de Lecce.
Contribuyó a la creación de la pinacoteca del Museo de Capodimonte en Nápoles.
Se casó con la pintora griega Eléni Búkura, con quien tuvo tres hijos; sin embargo, la abandonó por otra pintora también griega, Eléni Sionti. Finalmente, tuvo una larga relación con la pintora Jane Benham Hay; con ella tuvo un hijo que nació en Florencia, Bernardo Hay, quien se volvió pintor y mantuvo el apellido del esposo de Jane Benham. Dos de sus hijos nacidos del matrimonio con Eléni Búkura, Giovanni y Alessandro, también siguieron los pasos del padre.
En 1901 su ciudad natal le dedicó un monumento.

## Obras principales
- L'angelo che appare a Goffredo dall'Oriente più lucente del sole (1847, óleo sobre lienzo, 94,5x121 cm, primer premio en el concurso para el Pensionato Galería de la Academia de Bellas Artes de Nápoles).
- La morte di un crociato (1848, Pinacoteca municipal de Foggia).
- Mario vincitore dei Cimbri (1859, en dos versiones).
- La prima bandiera italiana portata a Firenze nel 1859 (1859, Museo del Risorgimento, Turín).
- Il Lavoro (1860-1861, Palacio de la Provincia de Nápoles).
- I funerali di Buondelmonte (1861, Galería Nacional de Arte Moderno, Roma). Junto a Matrimonio medievale: le nozze di Buondelmonte (colección de la Cassa di risparmio di Puglia, en Bari) y a La tradita (probablemente perdida), representa una trilogía sobre el nacimiento de la rivalidad entre güelfos y gibelinos.
- Madonna morta y Madonna in gloria (1865, frescos en la capilla del Palacio Real de Nápoles).
- Una croce sul Vomero (1869, Museo de Capodimonte, Nápoles).
- Le roi s'amuse (1879, Museo de Capodimonte, Nápoles), inspirada por Victor Hugo.
- Excelsior (1880, Museo cívico de Turín), inspirada en un poema de Henry Wadsworth Longfellow.
- San Giuseppe con il Bambino e la Vergine (1882, Iglesia de Santa Maria ad Ogni Bene dei Sette Dolori, Nápoles)
- Acte sorprende Nerone (1883).
- Dulce propatria mori (1883).
- Annunciazione, Sacro Cuore, Sant'Antonio, San Rocco, Assunta, San Biagio, San Luigi, San Francesco y Santa Chiara.
- Sacra Famiglia (1893, Pala de altar para la capilla del Instituto delle Suore Marcelline, Lecce).
- Pietà (1894, capilla Frassaniti en el cementerio de Squinzano).
- Odi vecchi, amori nuovi.
- Dove si nasconde l'amore per l'arte.
- Ritratto della nipote Sofia.
- Nelson che firma la capitolazione.

### Dibujos realizados para el libroUsi e costumi di Napoli e contorni descritti e dipintide Francesco de Bourcard

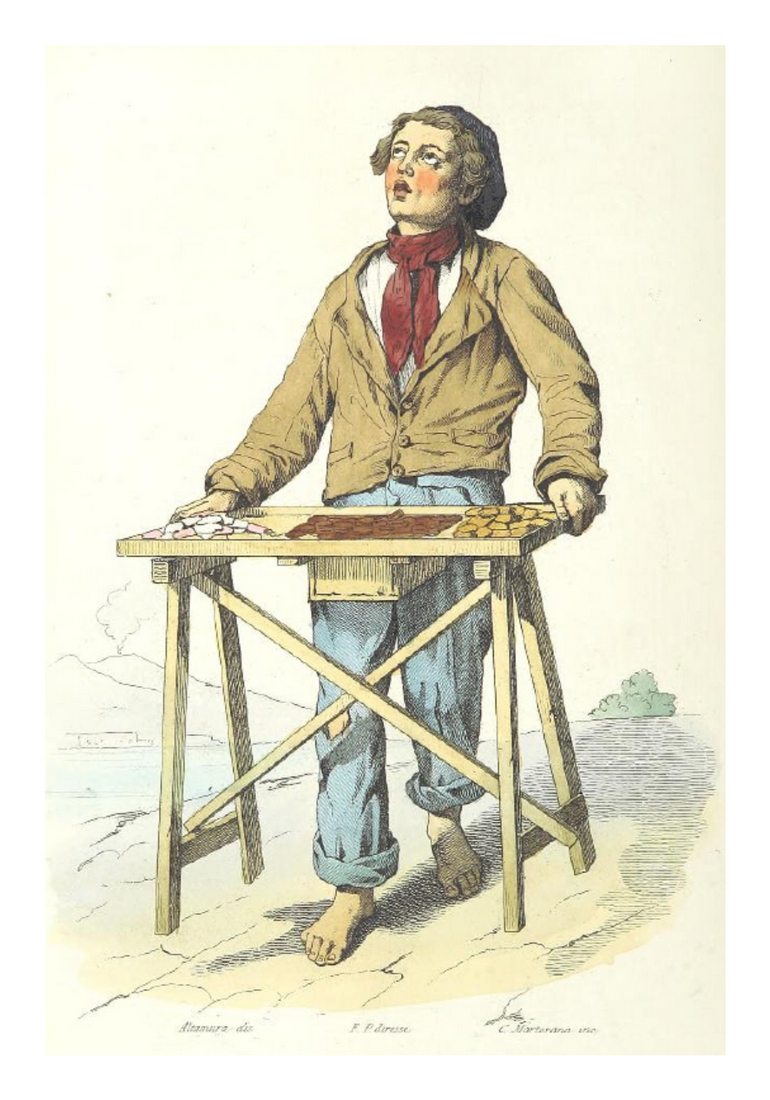
Franfelliccaro, 1853, vol. 1, p. 70
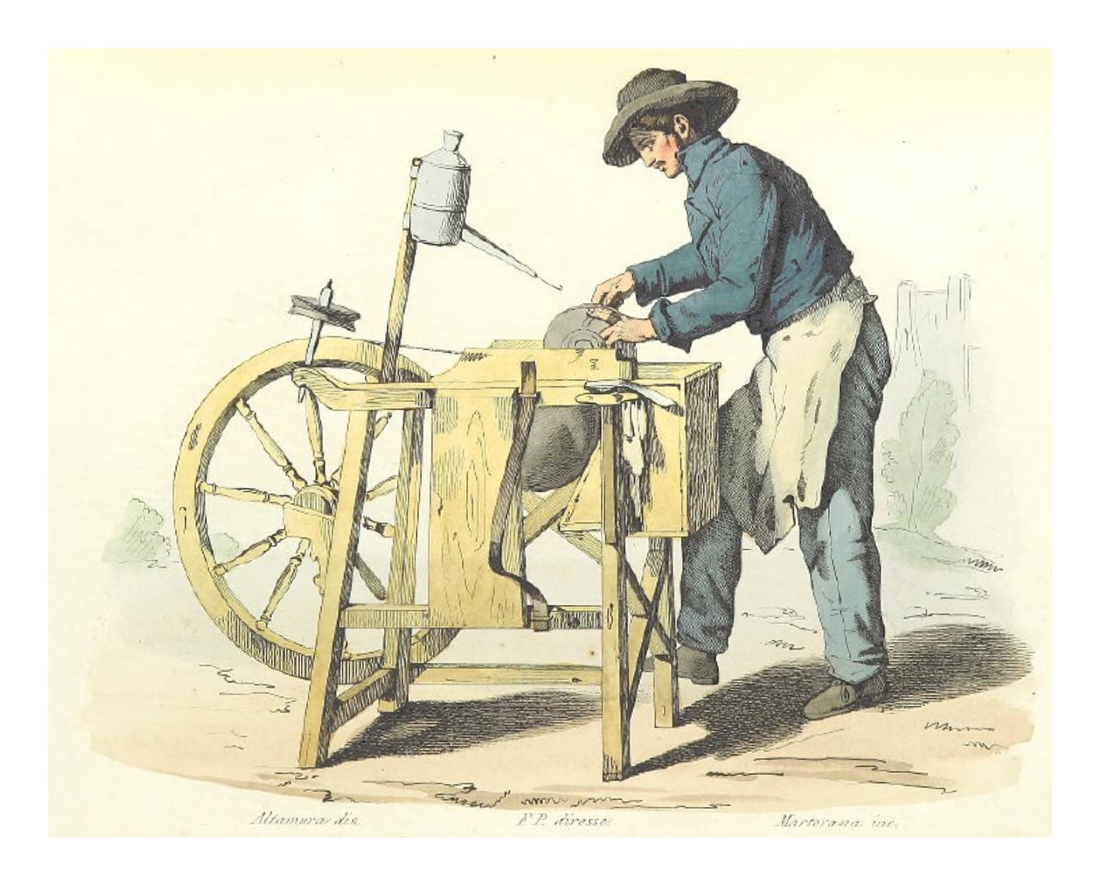
Arrotino, 1853, vol. 1, p. 136